# Религия в Словении
Религиозные взгляды жителей Словении в течение 1990-х годов анализировались на основе двух опросов. В 1992 году состоялся первый опрос Организации общественного мнения словенцев, согласно которому 20 % совершеннолетних словенцев заявили, что верили в «своего Бога» (39 % утверждали, что верили в Бога как «вечный дух» или «жизненную силу»). В 1997 году безоговорочно верующими считались 24 % опрошенных (29 % взрослых граждан верили в жизнь после смерти; 37,5 % признавали существование Рая, а 24 % — существование ада). Около половины респондентов (57 %) исповедуют какую-то религию и по сей день.
Из заявлений социолога Нико Тоша следовало, что около 50 % словенцев ежедневно ходят в храмы и справляют религиозные обряды, 20 % являются верующими и при этом соблюдают не все обряды, а 30 % верующими не являются.

## Вероисповедания[2]
| Вероисповедание              | 1991 (%) | 2002 (%) |
| ---------------------------- | -------- | -------- |
| Христианство (католицизм)    | 71,6     | 57,8     |
| Христианство (лютеранство)   | 0,7      | 0,8      |
| Православное христианство    | 2,4      | 2,3      |
| Другие христианские церкви   | 0,2      | 0,2      |
| Ислам                        | 1,5      | 2,4      |
| Верящие в сверхъестественное | 0,2      | 3,5      |
| Атеисты                      | 0,4      | 10,1     |
| Затруднились ответить        | 4,2      | 15,7     |
| Данные неизвестны            | 14,6     | 7,1      |

## Скандалы
С 2000 по 2003 год в Словении стали довольно часто появляться новые религиозные общины и даже секты. Министр по делам вероисповедания, недовольный этим, своим распоряжением объявил вне закона создание новых религиозных общин и фактически разрешил преследование лиц, не придерживавшихся традиционных вероисповеданий. Пик кризиса пришёлся на июнь 2003 года, когда состоялся первый съезд новообразованной организации Форум 18. По итогам форума в Словении было отменено постановление о запрете регистрации новых религиозных общин.
Проект нового закона о свободе вероисповедания разработал Ловро Штурм, рыцарь Мальтийского ордена, однако его встретили бурными протестами жители страны. Многочисленные дискуссии и обсуждения в газетах, на телевидении и по радио не остановили правительство Янеза Янши от утверждения закона, хотя тот вынужден был откорректировать статьи. Попытка Алеша Гулича, депутата Парламента Словении, продвинуть свой закон о свободе вероисповеданий, не увенчалась успехом, поскольку Янша даже не дал депутатам толком рассмотреть его.